# Чарський район
49°30′00″ пн. ш. 81°00′00″ сх. д. / 49.50000° пн. ш. 81.00000° сх. д.
Чарський район (каз. Шар ауданы) — адміністративно-територіальна одиниця у складі Східноказахстанської та Семипалатинської областей, що існувала в 1939—1964, 1972—1997 роках. Центр — місто Чарськ.
Чарський район був утворений у складі Семипалатинської області 16 жовтня 1939 з частин Жарминського і Жанасемейського районів. До складу Чарського району увійшли смт Чарський, а також Опанасіївська, Божугурська, Дельбегетейська, Кезенсуйська, Кудасівська, Карповська, Коргамбаївська та Чалобаєвська с/р. Незабаром Карповська с/р була перейменована на Кіровську.
У 1951 році було утворено смт Октябрський.
У 1954 році було скасовано Коргамбаєвську с/р.
У 1957 році Кудасовська с/р була приєднана до Чалобаєвської. Зі скасованого Жанасемейського району в Чарський були передані Муратівська та Ново-Баженівська с/р.
У 1962 році скасовано Опанасіївська с/р. Утворено смт Бакирчик та Бакирчицька с/р.
10 січня 1963 року замість Чарського району було створено Чарський промисловий район, до якого увійшли місто Чарськ, смт Акжал, Бакирчик, Боко та Октябрський. 1 листопада того ж року до Чарського промислового району було передано Жангізтобінську с/р (із Жармінського району).
31 грудня 1964 року Чарський промисловий район було скасовано шляхом приєднання до Жармінського району.
10 березня 1972 року Чарський район було відновлено. До його складу з Жармінського району було передано місто Чарськ, смт Ауезов, Октябрський, Суук-Булак, а також Бель-Терекську, Божугурську, Дельбегетейську, Карасуйську та Чалобаєвську с/р. У тому ж році утворено Жаймінську с/р.
У 1977 році утворено Теристанбалінську с/р, у 1979 — Кошекську с/р.
У 1994 році Чалобаєвський с/р була перейменована на Шалобаєвську, смт Октябрський — в Єспє.
3 травня 1997 року у зв'язку з ліквідацією Семипалатинської області Чарський район було передано до Східно-Казахстанської області.
23 травня 1997 року Чарський район було скасовано, а його територію передано до Жармінського району.